# François Leterrier
François Leterrier (* 26. Mai 1929 in Margny-lès-Compiègne, Département Oise; † 3. Dezember 2020) war ein preisgekrönter französischer Filmregisseur, Drehbuchautor und Schauspieler. Bekannt wurde er durch Filme wie Ein König allein, Privat-Vorstellung, Besuch Mama, Papa muß arbeiten, Der Leibwächter oder Meilensteine des Lebens.

## Leben und Werk
François Leterrier begann seine Filmlaufbahn als Schauspieler unter der Regie von Robert Bresson in dem Kriegsdrama Ein zum Tode Verurteilter ist entflohen, wo er die männliche Hauptrolle des Lieutenants Fontaine spielte. Zu Beginn der 1960er Jahre wechselte er jedoch frühzeitig hinter die Kamera und inszenierte mit dem Drama Hunger nach Liebe mit Simone Signoret in der weiblichen Hauptrolle seinen ersten eigenen Spielfilm, zu dem er auch das Drehbuch schrieb. 1963 wurde er für seine Filmarbeit Ein König allein das erste Mal mit dem Grand prix du cinéma français ausgezeichnet. Mit seiner Kinoproduktion Privat-Vorstellung mit Françoise Fabian, Jean-Luc Bideau und Jane Birkin gelang ihm diese Ehrung zu Beginn der 1970er Jahre ein zweites Mal. 1977 drehte er mit der Schauspielerin Sylvia Kristel in Goodbye Emmanuelle auch einen Teil der in Frankreich kommerziell sehr erfolgreichen Emmanuelle-Reihe. Mitte der 1980er Jahre folgten die beiden Komödien Der Leibwächter mit Jane Birkin, Gérard Jugnot und Sami Frey und Meilensteine des Lebens in der Besetzung Laura Antonelli, Michel Boujenah und Jean-Pierre Cassel.
1987 entstand unter seiner Regie die TV-Miniserie Insel der Meuterer nach dem Roman Die Insel von Robert Merle. Dem französischen Fernsehen hatte sich François Leterrier bereits 1965 mit dem Fernsehfilm La guêpe zugewandt und seit Ende der 1970er Jahre dem Medium wieder verstärkt seine Zeit als Regisseur mit Fernsehfilmen und Episoden von Fernsehserien gewidmet. Mit seiner Regiearbeit zum Fernsehfilm Les disparus de Reillanne beendete er 1993 seine Karriere als Filmemacher.
Leterrier war bis zu seinem Tod mit der Kostümbildnerin Catherine Leterrier verheiratet, die zahlreiche seiner Filme ausstattete. Ihr gemeinsamer Sohn Louis Leterrier ist ebenfalls Regisseur.

## Auszeichnungen
- 1963: Ehrung mit dem Grand prix du cinéma français für Ein König allein
- 1973: Ehrung mit dem Grand prix du cinéma français für Privat-Vorstellung

## Filmografie (Auswahl)
| als Regisseur - 1961: Hunger nach Liebe (Les mauvais coups) - 1963: Ein König allein (Un roi sans divertissement) - 1969: La chasse royale - 1973: Privat-Vorstellung (Projection privée) - 1977: Goodbye Emmanuelle - 1978: Besuch Mama, Papa muß arbeiten (Va voir maman, papa travaille) - 1980: Je vais craquer!!! - 1981: Les babas cool - 1984: Der Leibwächter (Le garde du corps) - 1985: Meilensteine des Lebens (Tranches de vie) - 1992: Le fils du Mékong - 1965: La guêpe (Fernsehfilm) - 1977: Milady (Fernsehfilm) (nach einer Novelle von Paul Morand) - 1979: Pierrot mon ami (Fernsehfilm) - 1981: Le voleur d'enfants (Fernsehfilm) - 1986: Le coeur du voyage (Fernsehfilm) - 1987: Insel der Meuterer (L'île) (Fernsehminiserie) - 1989–1990: Imogène (Fernsehserie, 3 Episoden) - 1993: Clovis (Fernsehserie, 2 Episoden) - 1993: Les disparus de Reillanne (Fernsehfilm) | als Drehbuchautor - 1961: Hunger nach Liebe (Les mauvais coups) - 1969: La chasse royale - 1973: Privat-Vorstellung (Projection privée) - 1977: Goodbye Emmanuelle - 1978: Besuch Mama, Papa muß arbeiten (Va voir maman, papa travaille) - 1980: Je vais craquer!!! - 1981: Les babas cool - 1984: Der Leibwächter (Le garde du corps) - 1992: Le fils du Mékong - 1965: La guêpe (Fernsehfilm) - 1993: Clovis (Fernsehserie, 1 Episode) |